# Caballería polaca
La Caballería polaca (en polaco: kawaleria) puede remontar sus orígenes a los días de los caballeros medievales montados. Polonia ha sido siempre un país de tierras llanas, y los campos y las fuerzas montadas se manejaron bien en este ambiente. Los caballeros y la caballería pesada desarrollaron gradualmente diversos tipos de formaciones militares especializadas, algunas de las cuales influyeron fuertemente en las guerras occidentales y en la ciencia militar.

## Véase también

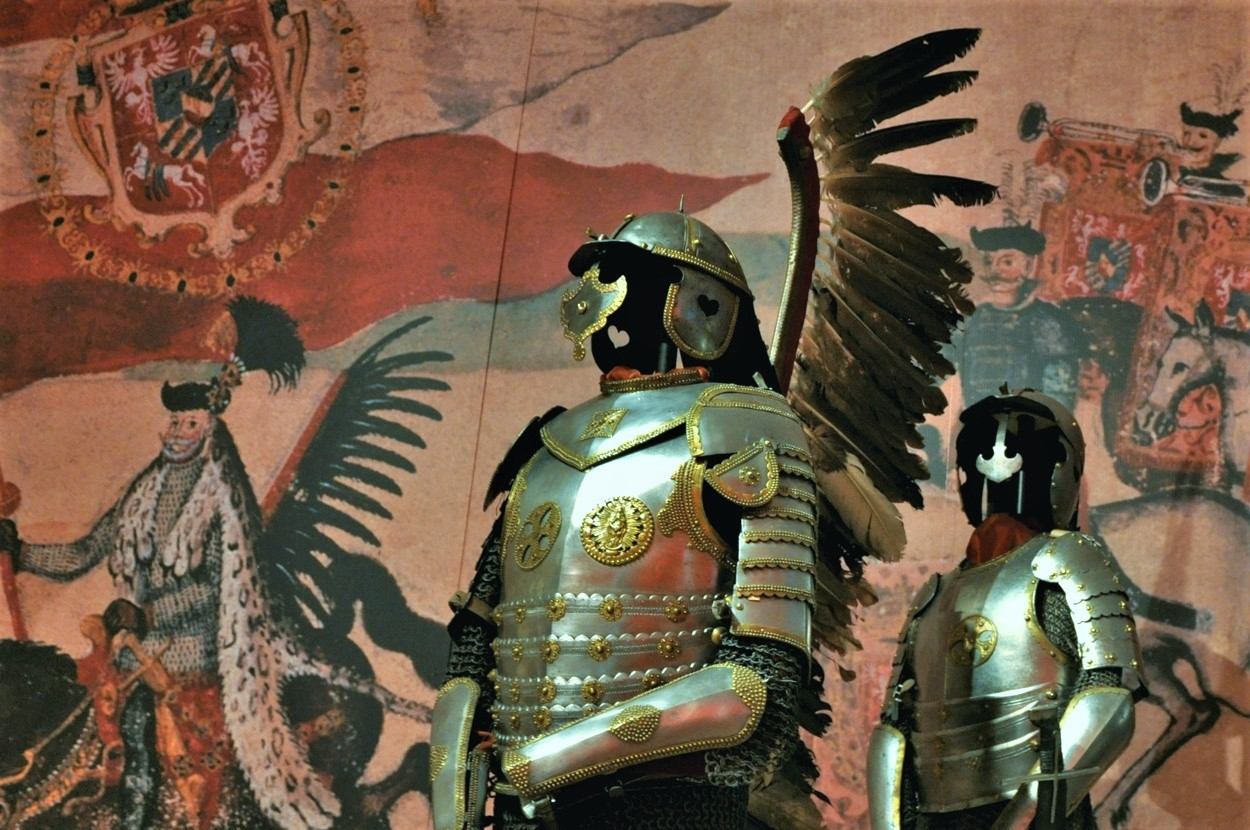
Húsares Alados Polacos